# Margarites giganteus
Margarites giganteus är en snäckart som först beskrevs av Leche 1878.  Margarites giganteus ingår i släktet Margarites och familjen pärlemorsnäckor. Inga underarter finns listade i Catalogue of Life.